# Lújar
Lújar település Spanyolországban, Granada tartományban. Lújar Gualchos, Motril, Vélez de Benaudalla, Órgiva és Rubite községekkel határos. Lakosainak száma 487 fő (2024).

## Népesség
A település népessége az elmúlt években az alábbi módon változott:
| Lakosok száma | 523  | 506  | 491  | 468  | 453  | 504  | 487  | 488  | 476  | 487  |
|               | 2001 | 2004 | 2006 | 2009 | 2011 | 2014 | 2016 | 2019 | 2021 | 2024 |